# James Graham (3e duc de Montrose)
Pour les articles homonymes, voir James Graham.
 (février 2019).
Si vous disposez d'ouvrages ou d'articles de référence ou si vous connaissez des sites web de qualité traitant du thème abordé ici, merci de compléter l'article en donnant les références utiles à sa vérifiabilité et en les liant à la section « Notes et références ».
James Graham (8 septembre 1755 – 30 décembre 1836), 3e duc de Montrose, est un noble et un homme État écossais.

## Biographie
Connu avant son accession à la Pairie en 1790 comme Lord Graham, il est représentant de Richmond, dans le Yorkshire du Nord, au Parlement à partir de 1780, puis pour Great Bedwyn de 1784 à 1790. Il sert comme Lord du Trésor de 1783 à 1789, et comme co-trésorier des Forces de 1789 à 1791. Il est nommé au Conseil privé du Royaume-Uni et Vice-Président du Bureau du Commerce en 1789. Il est maître de la cavalerie de 1790 à 1795 et de 1807 à 1821, commissaire pour l'Inde de 1791 à 1803, Lord Justice General d'Écosse de 1795 à 1836, président du Bureau du Commerce de 1804 à 1806, Lord Chambellan de 1821 à 1827 et de 1828 à 1830, capitaine de la Royal Company of Archers de 1824 à 1830.
Il est nommé chevalier de l'ordre du Chardon en 1793, ordre qu'il abandonne quand il est nommé chevalier de l'ordre de la Jarretière en 1812. Il est chancelier de l'Université de Glasgow de 1780 à 1836, Lord Lieutenant de l'Huntingdonshire de 1790 à 1793, Lord Lieutenant du Stirlingshire de 1795 jusqu'à sa mort et Lord Lieutenant du Dunbartonshire de 1813 à sa mort.
Graham est un député très efficace à la Chambre des Communes, particulièrement sur les questions écossaises. Au début de sa carrière comme ministre sous William Pitt le Jeune, Graham est attaqué dans la Rolliade:
———Dédaigneux de l'injure,
Il se glorifie noblement au nom de l'OIE;
De telles Oies à Rome de la perfide Gaule
Préservèrent les bancs du Trésor et le Capitole, &c. &c.
Les « bancs du Trésor » désignent les bancs des ministres du gouvernement à la Chambre des Communes.